# Bosnisch-herzegowinische Fußballnationalmannschaft (U-19-Junioren)
Die bosnisch-herzegowinische U-19 Nationalmannschaft ist die offizielle Auswahl der besten U-19 Fußballspieler aus Bosnien und Herzegowina.

## Geschichte

### EM 1998 Zypern
Die erste Teilnahme bei einer U-18-Fußball-Europameisterschaft 1998 bestritt die bosnische U-19 Nationalmannschaft 1997–1998. Man verlor alle drei Gruppenspiele, schoss kein Tor und wurde damit letzter. 

### EM 1999 Schweden
Bei der U-18-Fußball-Europameisterschaft 1999 wurde die bosnische U-19 Nationalmannschaft überraschend erster in der Gruppe 10 mit der Schweiz und Litauen. Den ersten Treffer und Sieg bei einer EM-Qualifikation erzielte Bosnien gegen Litauen. 
In der Zwischenrunde traf die Mannschaft auf Portugal. Das erste Spiel ging mit 2:1 an Portugal, auch im zweiten Spiel zeigten die Portugiesen keine Schwäche und bezwangen die bosnische U-19 Nationalmannschaft mit 4:1. Portugal gewann schließlich auch die U-19 EM.

### EM 2008 Tschechien
Der nächste große Erfolg nach langer Durststrecke gelang in den Qualifikationen zur U-19-Fußball-Europameisterschaft 2008.
In der Qualifikationsrunde setzte man sich gegen Griechenland, Polen und Montenegro als Gruppenzweiter durch und erreichte damit die Eliterunde.
In der Eliterunde waren Mannschaften aus England, Schottland und Slowakei einfach einer Nummer zu groß für die Bosnisch-herzegowinische Fußballnationalmannschaft.
Mit drei Niederlagen verabschiedete man sich aus der Eliterunde.

### EM 2009 Ukraine
Bei den Qualifikationen zur U-19-Fußball-Europameisterschaft 2009 überstand die U-19 Auswahl die Qualifikationsrunde. Dabei holte man den Überraschenden ersten Platz vor den Mannschaften aus Nordirland, Island und Bulgarien.
Damit ist die Jugendauswahl an der Teilnahme an der Eliterunde vom 1. März bis 31. Mai 2010 berechtigt.

## Bekannte Spieler
- Muhamed Bešić
- Ermin Bičakčić
- Edin Džeko
- Denis Pozder